# 2015年インド科学会議古代航空機論争
2015年インド科学会議古代航空機論争は、2015年1月4日にムンバイで開催された第102回インド科学会議でのある論文の発表を巡って起きた論争である。すなわち予定されていた、ヴェーダ時代（紀元前1000-500年）に航空機が発明されていたという内容の論文の発表に対し、様々な分野から抗議の声が上がった。

## 概要
2014年12月、アナンダ・ボダス（Anand J. Bodas）と彼の共同発表者であるアメヤ・ジャダヴ（Ameya Jadhav）に、インド科学会議での講演と論文発表の機会が与えられたことが発表された。彼らの主張は、今日のものよりも発達した航空機が古代インドに存在していたというもので、会議で発表する論文の内容もヴェーダ時代の航空機に関するものであった。インタヴューの中で彼は、これら巨大な航空機は別の惑星まで到達することも可能であったとしている。さらには前進しかできない今日の飛行機とは違い、これら古代の航空機は前後左右自由に飛行できたとしている。
ケーララ州のパイロット養成学校の校長を務めるボダスと、ムンバイのスワミ・ヴィヴェーカーナンダ国際学校と同短期大学で教鞭をとるジャダヴは、ヴィマニカ・シャストラを彼らの主張の典拠とした。彼は寄せられる懐疑的な意見に対し、現代科学は説明のつかないものを何でも否定しようとすると反論している。彼は古代の航空機に関して今日まで残っている工学的な描写は500あるうちのせいぜい100か120に過ぎないので説明がつかないのは当然であると主張、そしてそれらは経年や外国の支配や、盗難によりインドの外へと持ち出されたことで失われたのだと語っている。
2015年1月3日よりムンバイ大学のカリナ（Kalina）キャンパスにて5日間の会議が行われた。件の論文は4日に行われた「サンスクリットに見る古代の科学」に関するシンポジウムの中で発表された。このシンポジウムでは同時に「古代のインドにおける植物の工学的用途」、「ヨガの神経科学」、「古代インドの外科手術の発展」、「古代インドの建築と土木工学の科学的原理」といった内容の発表も行われている。

## 反応
2014年12月、アメリカ航空宇宙局（NASA）エイムズ研究センターのラニム・プラサド・ガンディルマンは、論文を発表させないようにと嘆願書を送った。この嘆願には12月31日までに220名の科学者と研究機関関係者の署名が集まった。ガンディルマンは論文を似非科学であると批判、神話と科学を混同するべきでないと語っている。
サンスクリット文献に登場する航空機に関して論文を発表した経験のあるインド理科大学院の教授であるデシュパンデ（S. M. Deshpande）の反応は、即座に似非科学として決めてかかるべきではなく、知的好奇心を以って精査するべきだというものだった。しかしながら彼は自分の論文の中でヴィマニカ・シャストラに描写されている航空機は飛行する能力はなく、古代のものとされるこの文献に関しても1904年より遡ることができないと結論している。
また別のインド理科大学院の教授であるムクンダ（H.S. Mukunda）は今回の論文の発表に関して、否定的意見、肯定的意見の双方に講演の場を与えるべきだと批判した。そして過去に否定的な結論を下した科学者たちの見解が間違いだというのなら、なぜ実用に耐える模型が作られなかったのかと問いただしている。
国家航空研究所（NAL）のロッダム・ナラシンハは、
古代インドに航空機が存在したと仮定する上で信頼にたる証拠が存在しないとしている。彼によればヴィマニカ・シャストラは科学的な調査が済んでおり、その内容は科学的根拠に乏しいと結論がでていると語った。
天体物理学者のジャヤント・ナーリカーは古代インドの科学を誇ることは良いが、科学者は根拠のない主張をするべきではないと語った。曰く「我々は証拠によって裏付けられたものだけを誇るべきだ。証拠もなしに自説を主張するようなことがあると、インドの科学者が過去に得た成果の信頼性までも貶めることになる」。加えて、「インド人による数学への貢献は西洋にも認められている。妙な主張を始めれば科学界でインド人が勝ち得ている現在の評価までも失うことになり兼ねない」と苦言を呈した。
経済学者でノーベル賞受賞者であるアマルティア・センは、古代インドが科学的に成果を挙げたという証拠が必要であると語っている。曰く、「空を飛ぶというアイデア自体は人間の誕生から存在し、神話の中でも人が空を飛んだという話は幾度と無く語られている。それらが真実というのならば証拠を見つけることもできるはずだ」。そして彼は、証拠を欠いた主張なら今までにだっていくらでも存在していると批判した。
ムンバイ大学のサンスクリット学部長であるガウリ・マフリンカル（Gauri Mahulikar）は、論文発表の場を与えることに関しては肯定的な意見を寄せている。曰く、仮にこの論文がサンスクリットの学者の発表したものであれば一も二も無く退けられるべきであるが、論文発表者のボダスはパイロット、アメヤ・ジャダヴは工学修士でありサンスクリット文学修士なのだから、無条件に切り捨てるべきではない。

## 関連文献
- “Abstract: Ancient Indian Aviation Technology”.   Department of Sanskrit, ムンバイ大学 (2015年1月). 14 November, 2015時点のオリジナルよりアーカイブ。14 January, 2015閲覧。